# Boulevard Georges-Clemenceau (Marseille)
Pour les articles homonymes, voir Boulevard Georges-Clemenceau.
Le boulevard Georges-Clemenceau est une voie marseillaise située dans le 4e arrondissement de Marseille. 

## Situation et accès
Elle va de l'avenue du Maréchal-Foch à la place Sébastopol.
Le boulevard Georges-Clemenceau est desservi sur son extrémité nord par la ligne de tramway    du réseau RTM.
Par le passé, elle fut desservie par la ligne de bus  en direction de l'église d'Endoume.

## Origine du nom
La voie porte le nom de Georges Clemenceau, ancien président du Conseil des ministres français.

## Historique
Le boulevard est classé dans la voirie des rues de Marseille le 2 mars 1923 et porte le nom de Georges Clémenceau dans les années 1930. Ce nom est maintenu après délibération du Conseil municipal du 23 mars 1954.